# Главати
Главати је насеље у општини Котор у Црној Гори. Према попису из 2003. било је 160 становника (према попису из 1991. било је 186 становника).
Село се налази у области Грбаљ. Овде се налази Манастир Савина Главица.

## Демографија
У насељу Главати живи 111 пунолетних становника, а просечна старост становништва износи 33,3 година (32,0 код мушкараца и 34,5 код жена). У насељу има 44 домаћинства, а просечан број чланова по домаћинству је 3,64.
Становништво у овом насељу веома је хетерогено.
|  |

| Демографија | Демографија | Демографија |
| Година      | Становника  | Становника  |
| ----------- | ----------- | ----------- |
|             |             |             |
|             |             |             |
|             |             |             |
|             |             |             |
| 1948.       | 189         |             |
| 1953.       | 165         |             |
| 1961.       | 160         |             |
| 1971.       | 130         |             |
| 1981.       | 84          |             |
| 1991.       | 186         | 186         |
| 2003.       | 160         | 160         |
|             |             |             |

| Етнички састав према попису из 2003.‍ | Етнички састав према попису из 2003.‍ | Етнички састав према попису из 2003.‍ | Етнички састав према попису из 2003.‍ | Етнички састав према попису из 2003.‍ |
| ------------------------------------ | ------------------------------------ | ------------------------------------ | ------------------------------------ | ------------------------------------ |
|                                      |                                      |                                      |                                      |                                      |
| Срби                                 | Срби                                 |                                      | 79                                   | 49,37%                               |
| Црногорци                            | Црногорци                            |                                      | 51                                   | 31,87%                               |
| Хрвати                               | Хрвати                               |                                      | 1                                    | 0,62%                                |
| непознато                            | непознато                            |                                      | 0                                    | 0,0%                                 |

| Година пописа     | 1948. | 1953. | 1961. | 1971. | 1981. | 1991. | 2003. |
| ----------------- | ----- | ----- | ----- | ----- | ----- | ----- | ----- |
| Број домаћинстава | 44    | 41    | 37    | 35    | 26    | 55    | 44    |

| Број чланова      | 1  | 2 | 3 | 4 | 5  | 6 | 7 | 8 | 9 | 10 и више | Просек |
| ----------------- | -- | - | - | - | -- | - | - | - | - | --------- | ------ |
| Број домаћинстава | 44 | 8 | 3 | 9 | 12 | 5 | 3 | 4 | 0 | 0         | 0      |

| Пол    | Укупно | Неожењен/Неудата | Ожењен/Удата | Удовац/Удовица | Разведен/Разведена | Непознато |
| ------ | ------ | ---------------- | ------------ | -------------- | ------------------ | --------- |
| Мушки  | 56     | 16               | 38           | 1              | 1                  | 0         |
| Женски | 64     | 18               | 38           | 8              | 0                  | 0         |
| УКУПНО | 120    | 34               | 76           | 9              | 1                  | 0         |

| Пол    | Укупно                    | Пољопривреда, лов и шумарство | Рибарство                            | Вађење руде и камена | Прерађивачка индустрија       |
| ------ | ------------------------- | ----------------------------- | ------------------------------------ | -------------------- | ----------------------------- |
| Мушки  | 24                        | 1                             | 0                                    | 0                    | 0                             |
| Женски | 14                        | 1                             | 0                                    | 0                    | 0                             |
| УКУПНО | 38                        | 2                             | 0                                    | 0                    | 0                             |
| Пол    | Производња и снабдевање   | Грађевинарство                | Трговина                             | Хотели и ресторани   | Саобраћај, складиштење и везе |
| Мушки  | 1                         | 3                             | 2                                    | 11                   | 1                             |
| Женски | 1                         | 0                             | 4                                    | 6                    | 1                             |
| УКУПНО | 2                         | 3                             | 6                                    | 17                   | 2                             |
| Пол    | Финансијско посредовање   | Некретнине                    | Државна управа и одбрана             | Образовање           | Здравствени и социјални рад   |
| Мушки  | 0                         | 0                             | 2                                    | 0                    | 0                             |
| Женски | 0                         | 0                             | 0                                    | 0                    | 1                             |
| УКУПНО | 0                         | 0                             | 2                                    | 0                    | 1                             |
| Пол    | Остале услужне активности | Приватна домаћинства          | Екстериторијалне организације и тела | Непознато            | Непознато                     |
| Мушки  | 3                         | 0                             | 0                                    | 0                    | 0                             |
| Женски | 0                         | 0                             | 0                                    | 0                    | 0                             |
| УКУПНО | 3                         | 0                             | 0                                    | 0                    | 0                             |